# Boxgrove
Boxgrove är en ort och civil parish i Storbritannien.   Den ligger i grevskapet West Sussex och riksdelen England, i den södra delen av landet, 80 km sydväst om huvudstaden London. Boxgrove ligger 26 meter över havet och antalet invånare är 3 134.
Terrängen runt Boxgrove är lite kuperad. Runt Boxgrove är det tätbefolkat, med 591 invånare per kvadratkilometer. Närmaste större samhälle är Chichester, 5,3 km sydväst om Boxgrove. Trakten runt Boxgrove består till största delen av jordbruksmark.